# 野副鉄男
野副 鉄男（のぞえ てつお、1902年5月16日 - 1996年4月4日）は、日本の化学者、理学博士。台北帝国大学教授を経て、戦後、東北大学理学部教授、同大学名誉教授。文化勲章受章者、日本学士院会員、仙台市名誉市民（本籍地は東京都新宿区）。

## 来歴
宮城県仙台市に生まれる。旧制仙台一中、旧制二高を経て、1926年（大正15年）に東北帝国大学理学部化学科を卒業。同年7月当時日本領であった台湾に渡り台湾総督府専売局に勤務する。1927年（昭和2年）工業部に籍を置き、台湾総督府中央研究所助手となる。1929年（昭和4年）台湾に台北帝国大学が新設されると理農学部化学科助教授に就任し、有機化合物の構造研究や大学の教育に尽力した。1936年（昭和11年）大阪帝国大学理学部から理学博士号を授与される。「高級テルペン類似体及び其の配糖体の研究」。1937年（昭和12年）台北帝国理学部化学科大学教授に就任する。
1945年（昭和20年）終戦を迎える。台北帝国大学は中国側に接収されて国立台湾大学となるが、中華民国側の要請を受けて、引き続き台湾大学教授に留任した。
1948年（昭和23年）5月日本に引き揚げる。同年6月東北大学理学部化学科講師を経て、同年12月同教授に就任する。東北大学では、非水溶液科学研究所にトロポノイド研究2部門、理学部に化学第二学科を新設した。
1951年（昭和26年）「ヒノキチオールの研究」に対し朝日賞受賞、1958年（昭和33年）文化勲章、1959年（昭和34年）仙台市名誉市民、1972年（昭和47年）勲一等瑞宝章を受章した。1979年（昭和54年）日本学士院会員に就任。同年台湾から中華民国文化褒章を授与されている。1981年アウグスト・ヴィルヘルム・フォン・ホフマン・メダル受賞。1970年から1974年まで、ノーベル化学賞の候補者となっていた（推薦者はいずれも日本人）ことが、ノーベル賞委員会が公表した候補者リストにより判明している。
1996年（平成8年）4月4日死去。死後従三位を追贈された。